# Potjomkintrappen

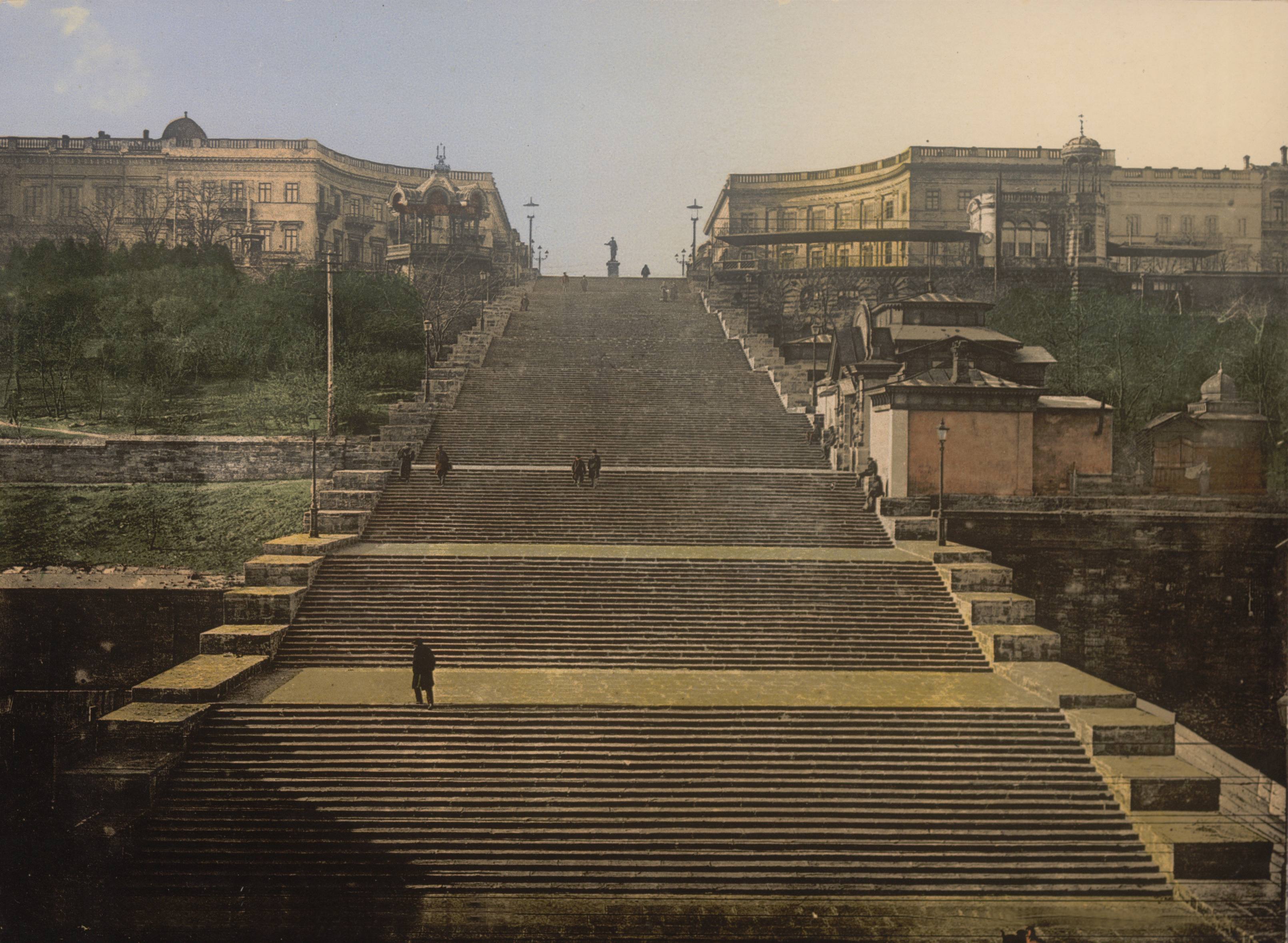
De Potjomkintrappen eind 19e eeuw

De Potjomkintrappen in de Oekraïense stad Odessa werden aangelegd in de periode 1837 - 1841. De trappen, oorspronkelijk Richelieutrappen genoemd naar Emmanuel Richelieu, de eerste gouverneur van de stad wiens standbeeld bovenaan de trappen staat, bestaan uit tien kleinere trappen achter elkaar, gescheiden door tussenliggende plateaus. De trappen met in totaal 192 treden worden gezien als de toegangspoort van de haven naar de stad.
De trappen vormen een optische illusie. Ze lopen 27 meter omhoog over een lengte van 142 meter. Beneden zijn de treden 21,7 meter breed. Naar boven worden ze steeds smaller tot 12,5 meter. Hierdoor lijken de trappen langer. Van onderen zijn alleen de treden zichtbaar, niet de plateaus. Van bovenaf zijn alleen de plateaus zichtbaar, maar niet de treden.
In 1925 werd een beroemde scène van de Russische film Pantserkruiser Potjomkin op de trappen opgenomen. Aan deze scène heeft de trap ook haar huidige naam te danken.